# Mycetophila lenta
Mycetophila lenta är en tvåvingeart som beskrevs av Oskar Augustus Johannsen 1912. Mycetophila lenta ingår i släktet Mycetophila och familjen svampmyggor. Inga underarter finns listade i Catalogue of Life.